# 6 октомври
6 октомври е 279-ият ден в годината според григорианския календар (280-и през високосна). Остават 86 дни до края на годината.

## Събития
- 69 пр.н.е. – Трета Митридатова война: Войските на Римската република завладяват арменската столица Тигранакерт.
- 1014 г. – В Преспа умира българският цар Самуил.
- 1582 г. – Поради въвеждането на Григорианския календар този ден от тази година не съществува в Италия, Полша, Португалия и Испания.
- 1600 г. – Във Флоренция се състои премиерата на най-ранната съхранена опера – Евридика на Якопо Пери.
- 1683 г. – Първите немски заселници в Америка основават Джърмантаун (дн. в щат Пенсилвания).
- 1829 г. – Първият модерен парен локомотив – Ракета, конструиран от Джордж Стивънсън, извършва първото си пробно пътуване от Манчестър до Ливърпул.
- 1889 г. – В Париж започват представленията на световноизвестното кабаре Мулен Руж.
- 1913 г. – В София е основан Национален съюз, който пропагандира сключване на „всебългарска“ уния с Католическата църква и ориентация към Австро-Унгария.
- 1916 г. – Първата световна война: започва второто сражение в  битката при Черна, завършила с овладяване на Битоля от страна на Антантата.
- 1919 г. – Съставено е 40-о правителство на България, начело с Александър Стамболийски.
- 1927 г. – На екран излиза първият „говорещ“ филм „Певецът на джаз“ на компанията Warner Bros..
- 1939 г. – Втората световна война: Последната полска армейска част е победена от армията на Хитлеристка Германия.
- 1948 г. – При земетресение в Туркменистан загиват около 170 хил. души.
- 1955 г. – Самолетът при полет 409 на „Юнайтед Еър Лайнс“ се разбива във връх Медисин Боу, близо до Ларами, Уайоминг и убива всички 66 души на борда. Катастрофата се свързва с друг инцидент на американския флот, когато „Дъглас R6D-1 Лифтмайстер“ се разбива в Хаваи през 1955 г. и също умират 66 души.
- 1963 г. – В Бургас е открит Висшият химикотехнологически институт „Проф. Асен Златаров“ (сега Университет „Проф. Асен Златаров“).
- 1966 г. – В САЩ официално е обявен за незаконен синтетичният наркотик LSD.
- 1973 г. – Израел е нападнат едновременно от Египет и Сирия, започва Войната от Йом Кипур.
- 1976 г. – В Китайската народна република е арестувана Бандата на четиримата.
- 1976 г. – Самолетът при полет 455 на „Кубана де Авиасион“ е унищожен от две бомби, поставени на борда от военна група против Фидел Кастро.
- 1979 г. – Папа Йоан Павел II става първият папа, посетил Белия дом.
- 1981 г. – Египетският президент Ануар Садат е убит от ислямски екстремисти, докато присъства на парада в Кайро по случай осемгодишнината от началото на Войната от Йом Кипур.
- 1993 г. – Майкъл Джордан се оттегля за първи път от НБА.
- 2002 г. – Край бреговете на Йемен в резултат на терористичен акт потъва френският петролен танкер Лимбург, при което загива български моряк.
- 2002 г. – Основателят на Опус Деи Хосе Мария Ескриба де Балагуер е канонизиран от Папа Йоан Павел II.

## Родени
- 1289 г. – Вацлав III, Крал на Унгария († 1306 г.)
- 1429 г. – Мартин Бехайм, германски географ († 1507 г.)
- 1751 г. – Фредерика-Луиза фон Хесен-Дармщат, кралица на Прусия († 1805 г.)
- 1773 г. – Луи-Филип, крал на Франция († 1850 г.)
- 1801 г. – Иполит Карно, френски политик († 1888 г.)
- 1831 г. – Рихард Дедекинд, германски математик († 1916 г.)
- 1855 г. – Александър Делкомюн, белгийски изследовател († 1922 г.)
- 1875 г. – Иван Ермаков, руски психиатър († 1942 г.)
- 1881 г. – Димитър Подвързачов, български писател († 1937 г.)
- 1886 г. – Едвин Фишер, швейцарски пианист († 1960 г.)
- 1887 г. – Льо Корбюзие, френски архитект († 1965 г.)
- 1888 г. – Ролан Гарос, френски пилот († 1918 г.)
- 1892 г. – Таке Папахаджи, румънски фолклорист († 1977 г.)
- 1899 г. – Христо Бърдаров, български офицер († 1976 г.)
- 1903 г. – Ърнест Уолтън, ирландски физик, Нобелов лауреат († 1995 г.)
- 1905 г. – Хелън Уилс Мууди, американска тенисистка († 1998 г.)
- 1906 г. – Джанет Гейнър, американска актриса († 1984 г.)
- 1908 г. – Карол Ломбард, американска актриса († 1942 г.)
- 1914 г. – Тур Хейердал, норвежки изследовател († 2002 г.)
- 1915 г. – Алис Тимандер, шведска киноактриса († 2007 г.)
- 1918 г. – Го Кен Суи, сингапурски политик († 2010 г.)
- 1925 г. – Любен Беров, министър-председател на България († 2006 г.)
- 1926 г. – Игнат Канев, канадски милиардер от български произход († 2020 г.)
- 1929 г. – Катя Динева, българска актриса († 2011 г.)
- 1930 г. – Стоян Михайлов, български социолог († 2020 г.)
- 1930 г. – Хафез Асад, сирийски политик († 2000 г.)
- 1931 г. – Ирина Акташева, български сценарист († 2018 г.)
- 1931 г. – Рикардо Джакони, италиански физик, Нобелов лауреат през 2002 г. († 2018 г.)
- 1933 г. – Хорст Бингел, немски поет († 2008 г.)
- 1934 г. – Петър Дочев, български художник († 2005 г.)
- 1942 г. – Алан Хинтън, английски футболист
- 1944 г. – Карлос Паче, бразилски пилот от Формула 1 († 1977 г.)
- 1948 г. – Джери Адамс, ирландски политик
- 1950 г. – Дейвид Брин, американски писател
- 1954 г. – Димитър Туджаров, български шоумен
- 1961 г. – Албена Чакърова, българска актриса
- 1963 г. – Василе Тарлев, министър-председател на Молдова
- 1963 г. – Елизабет Шу, американска актриса
- 1965 г. – Любомир Ганев, български волейболист
- 1973 г. – Йоан Гръфъд, американски актьор
- 1974 г. – Ливия Ярока, унгарски политик
- 1977 г. – Владимир Манчев, български футболист
- 1982 г. – Левон Аронян, арменски шахматист

## Починали
- 823 г. – Карл II Плешиви, император на Свещената римска империя (* 877 г.)
- 925 г. – Абу Бакр Мухаммад ибн Зекария ал-Рази, персийски учен (* 685 г.)
- 1014 г. – Катун Анастасия, българска княгиня (* 987 г.)
- 1014 г. – Самуил, български цар (* 958 г.)
- 1341 г. – Дитрих фон Алтенбург, велик учител на кръстоносците (* ?)
- 1517 г. – Фра Бартоломео, италиански художник (* 1469 г.)
- 1644 г. – Елизабет Бурбонска, френска принцеса, кралица на Испания и Португалия като съпруга на Филип IV (* 1602 г.)
- 1825 г. – Бернар Жермен дьо Ласепед, френски зоолог и политик (* 1756 г.)
- 1868 г. – Леон Шарл Франсоа Кройцер, френски композитор и музикален критик (* 1817 г.)
- 1886 г. – Николай Маковски, руски художник, передвижник (* 1841 г.)
- 1892 г. – Алфред Тенисън, английски поет (* 1809 г.)
- 1905 г. – Фердинанд фон Рихтхофен, немски географ и геолог (* 1833 г.)
- 1912 г. – Огюст Бернарт, министър-председател на Белгия, Нобелов лауреат, (* 1829 г.)
- 1916 г. – Иван Гюзелев, български просветен деец (* 1844 г.)
- 1925 г. – Ефтим Китанчев, български спортен функционер (* ?)
- 1940 г. – Христо Кабакчиев, български политик (* 1878 г.)
- 1951 г. – Ото Майерхоф, германски физик, Нобелов лауреат (* 1884 г.)
- 1953 г. – Вера Мухина, руска скулпторка (* 1888 г.)
- 1960 г. – Николай Лилиев, български поет (* 1885 г.)
- 1962 г. – Тод Браунинг, американски режисьор (* 1882 г.)
- 1976 г. – Джилбър Райл, британски философ (* 1900 г.)
- 1981 г. – Ануар Садат, президент на Египет, Нобелов лауреат, (покушение) (* 1918 г.)
- 1989 г. – Бети Дейвис, американска актриса (* 1908 г.)
- 1992 г. – Денъм Елиът, британски актьор (р. 1922 г.)
- 1996 г. – Кирил Костов, български флейтист и общественик (* 1924)
- 1999 г. – Амалия Родригес, португалска изпълнителка на народни песни (* 1920 г.)
- 2001 г. – Георги Свежин, български поет (* 1922)
- 2002 г. – Клаус фон Амсберг, принц на Нидерландия и съпруг на кралица Беатрикс Холандска (* 1926 г.)
- 2006 г. – Симон Марей, професор по хематология (* 1920 г.)
- 2018 г. – Монсерат Кабайе, оперна певица (* 1933 г.)
- 2019: Джинджър Бейкър, британски барабанист.
- 2019: Мартин Лауер, немски спортист и поп певец.
- 2020: Херберт Фойерщайн, немски художник в кабаре.
- 2020: Джони Неш, американски певец.
- 2020: Еди Ван Хален, холандско-американски рок музикант и китарист.

## Празници
- Международен ден на язовеца.
- България – Ден на архитектите, строителите и зидарите; Св.апостол Тома
- Египет – Ден на въоръжените сили
- Сирия – Годишнина от Октомврийската освободителна война
- Туркменистан – Ден на паметта (ден на народния траур по повод на огромния брой жертви, които държавата дава при земетресението през 1948 г.)